# トマス・ライアン (第8代ストラスモア＝キングホーン伯爵)
第8代ストラスモア＝キングホーン伯爵トマス・ライアン（英語: Thomas Lyon, 8th Earl of Strathmore and Kinghorne、1704年7月6日（洗礼日） – 1753年1月18日）は、スコットランド貴族、政治家。トーリー党の一員として、1734年から1735年まで庶民院議員を務めた後、爵位を継承した。

## 生涯
第4代ストラスモア＝キングホーン伯爵ジョン・ライアンとエリザベス・スタンホープ（第2代チェスターフィールド伯爵フィリップ・スタンホープの娘）の七男として生まれ、1704年7月6日に洗礼を受けた。
1734年イギリス総選挙でトーリー党の一員としてフォーファーシャー選挙区で当選したが、1735年1月4日に兄ジェームズが死去するとストラスモア＝キングホーン伯爵の爵位を継承した。
1753年1月18日に死去、長男ジョンが爵位を継承した。

## 家族
1736年7月20日、ジーン・ニコルソン（Jean Nicholson、1778年5月13日没、ジェームズ・ニコルソンの娘）と結婚、3男4女をもうけた。
- ジョン（1737年 – 1776年） - 第9代ストラスモア＝キングホーン伯爵。1767年に姓をボウズに改めた
- ジェームズ・フィリップ（1738年7月2日 – 1763年） - イギリス東インド会社で働いたが、ベンガル太守ミール・カーシムの命令でパトナにて殺害された
- トマス（英語版）（1741年 – 1796年） - 庶民院議員、子供あり
- スーザン（1769年2月26日没） - 1763年9月5日、ジョン・ラムトン（英語版）と結婚、子供あり
- アン（1746年 – 1811年） - 1768年7月15日、ジョン・シンプソン（John Simpson）と結婚、子供あり
- メアリー（1748年/1749年 – 1767年5月22日） - 生涯未婚
- ジェーン（1836年8月22日没） - 生涯未婚